# Église Saint-Tugdual de Combrit
L'église Saint-Tugdual est une église catholique située à Combrit, en France. Elle est dédiée à saint-Tugdual.
L'édifice est bâti aux XVIe et XVIIe siècles, et le clocher est abattu en 1675, sur ordre du roi Louis XIV, à la suite de la révolte des bonnets rouges.

## Localisation
L'église est située dans le département français du Finistère, sur la commune de Combrit, ville du pays bigouden.

## Historique
l'église paroissiale Saint-Tugdual, dédiée à saint Tugdual, édifiée à la fin du XIIIe siècle ou au début du XIVe siècle (raison pour laquelle les deux piliers et arches de gauche, les plus proches du maître-autel, sont de style roman), fut largement remaniée à la fin du XVe siècle ou dans la première moitié du XVIe siècle (les quatre autres piliers datent de cette époque). Les plus anciennes poutres sablières sculptées datent de cette époque. Les retables datent du XVIIe siècle, le bénitier de 1611, le baptistère des XVIe siècle et XVIIIe siècle, le cadran solaire du XVIe siècle, la chaire du XVIIIe siècle ; parmi les statues, une représente saint Tugdual et une autre saint Jean Discalceat. En représailles de la Révolte des Bonnets rouges, la flèche gothique de l'église fut arasée en 1675 et ce n'est qu'en 1774 que le roi Louis XVI accorda le droit de reconstruire le clocher actuel, à dôme et à lanternon. Le pardon de Saint Tugdual est organisé en décembre.

## Architecture

### L'extérieur de l'église
Son clocher en forme de trois dômes a été reconstruit après 1774, date à laquelle Louis XVI en autorisa la construction ; le clocher antérieur avait été démoli en 1675 à la suite de la Révolte des Bonnets Rouges. Ce type de clocher est surnommé "dôme Bigot" du nom de l'architecte diocésain en fonction en 1774, Étienne Bigot, grand-père de l'architecte Joseph Bigot.

## Galerie photo

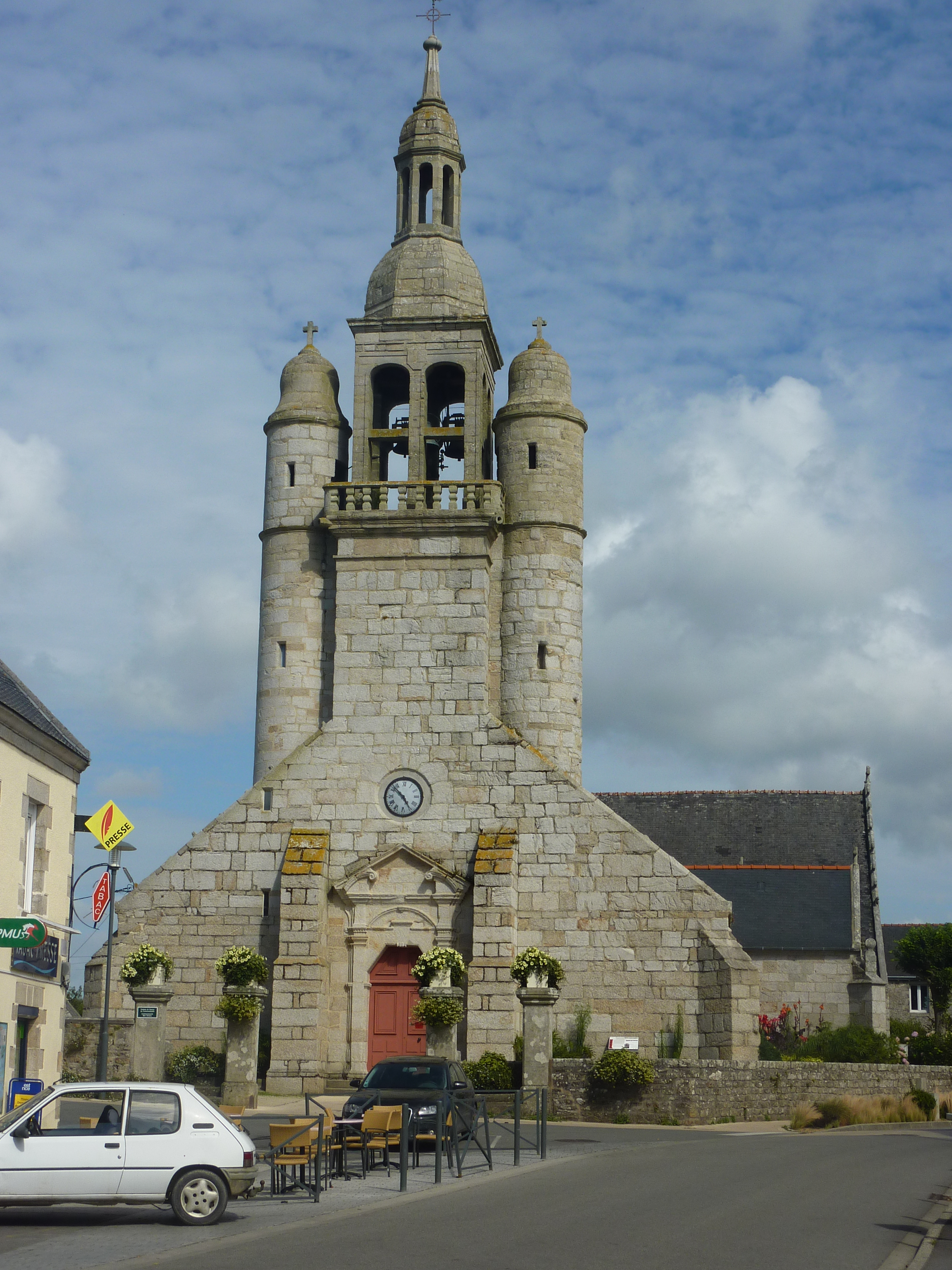
Combrit : la façade de l'église Saint-Tugdual, vue d'ensemble 1
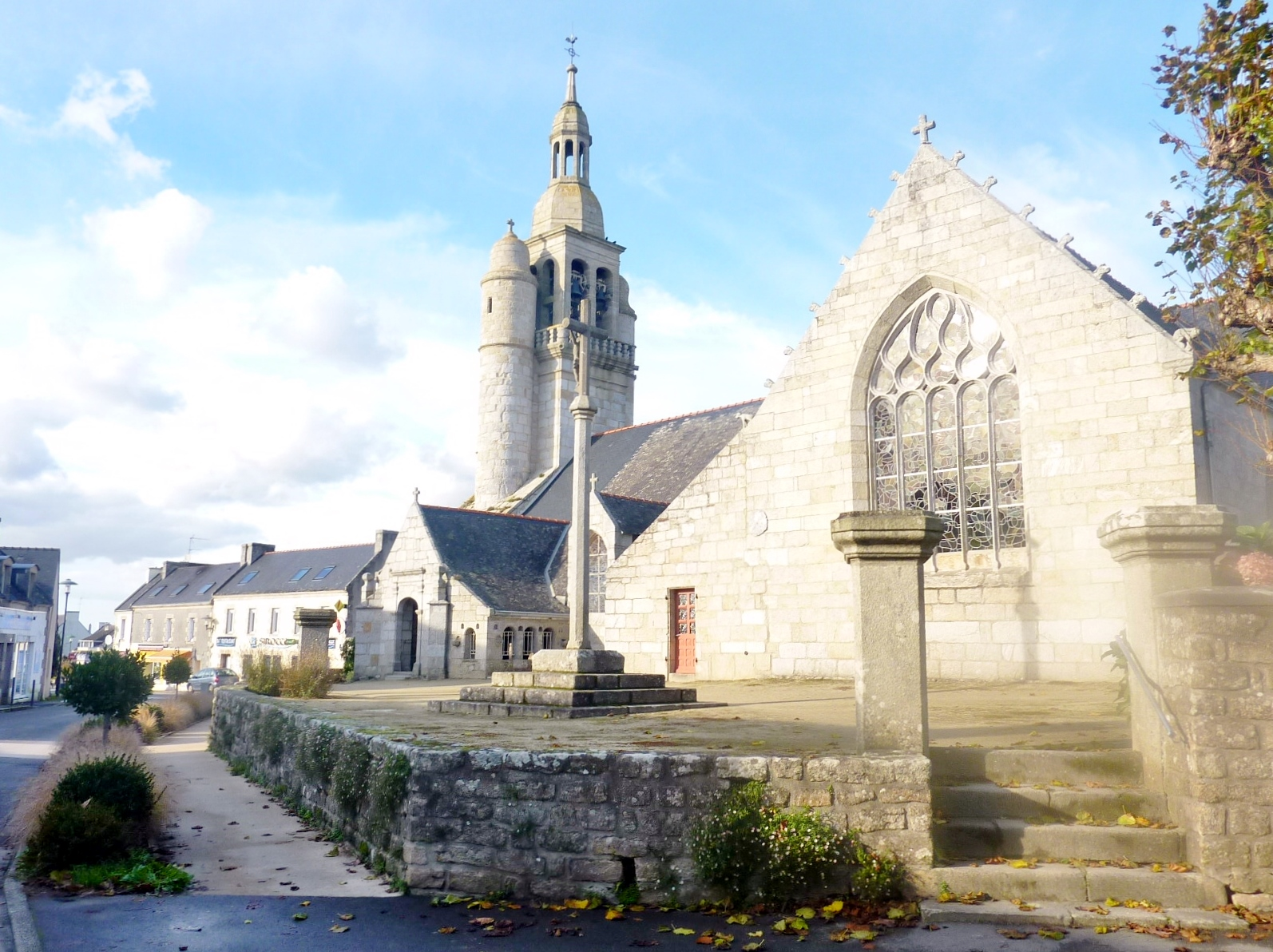
Combrit : l'église paroissiale Saint-Tugdual, le flanc sud
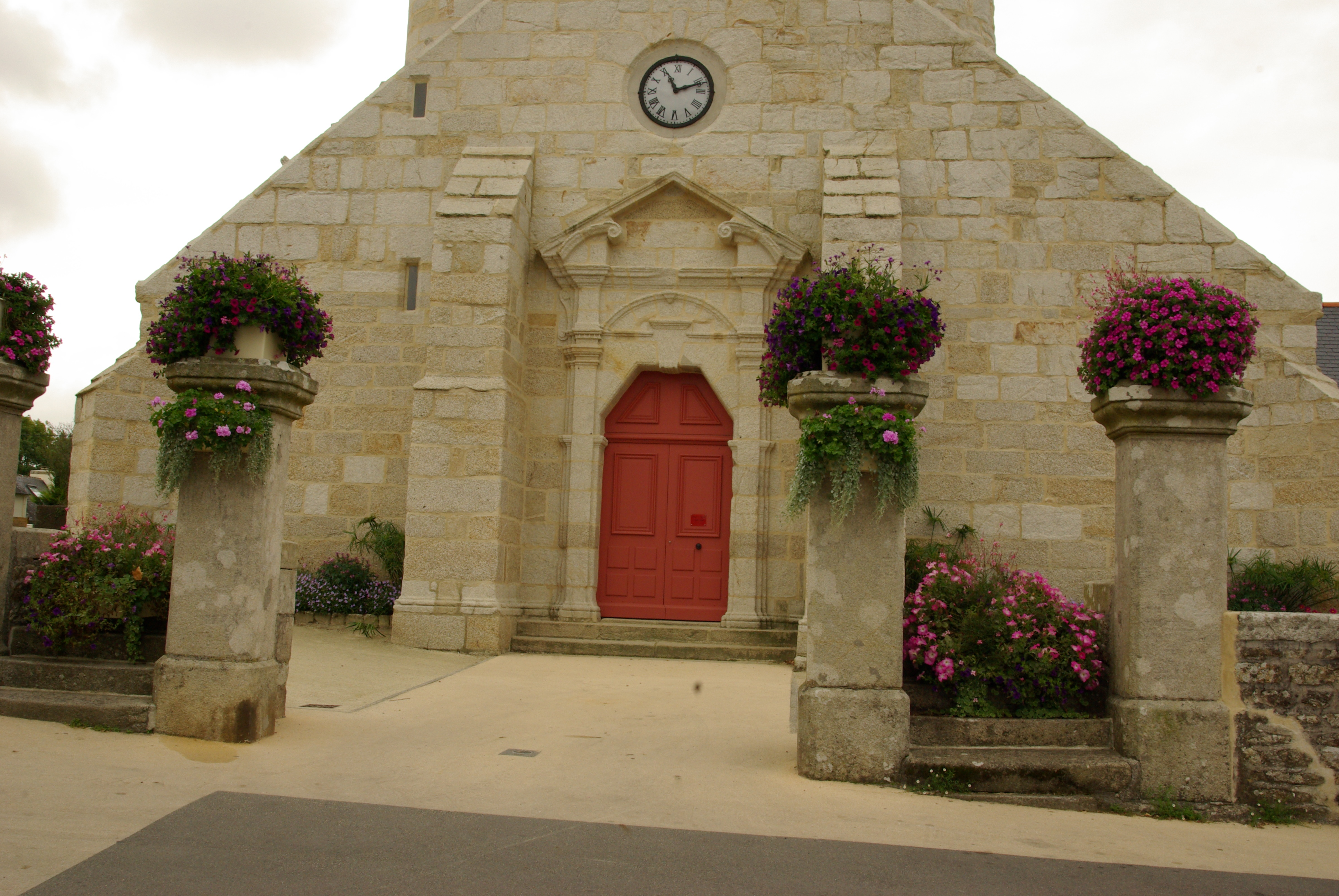
Combrit : la façade de l'église Saint-Tugdual, la porte d'entrée principale
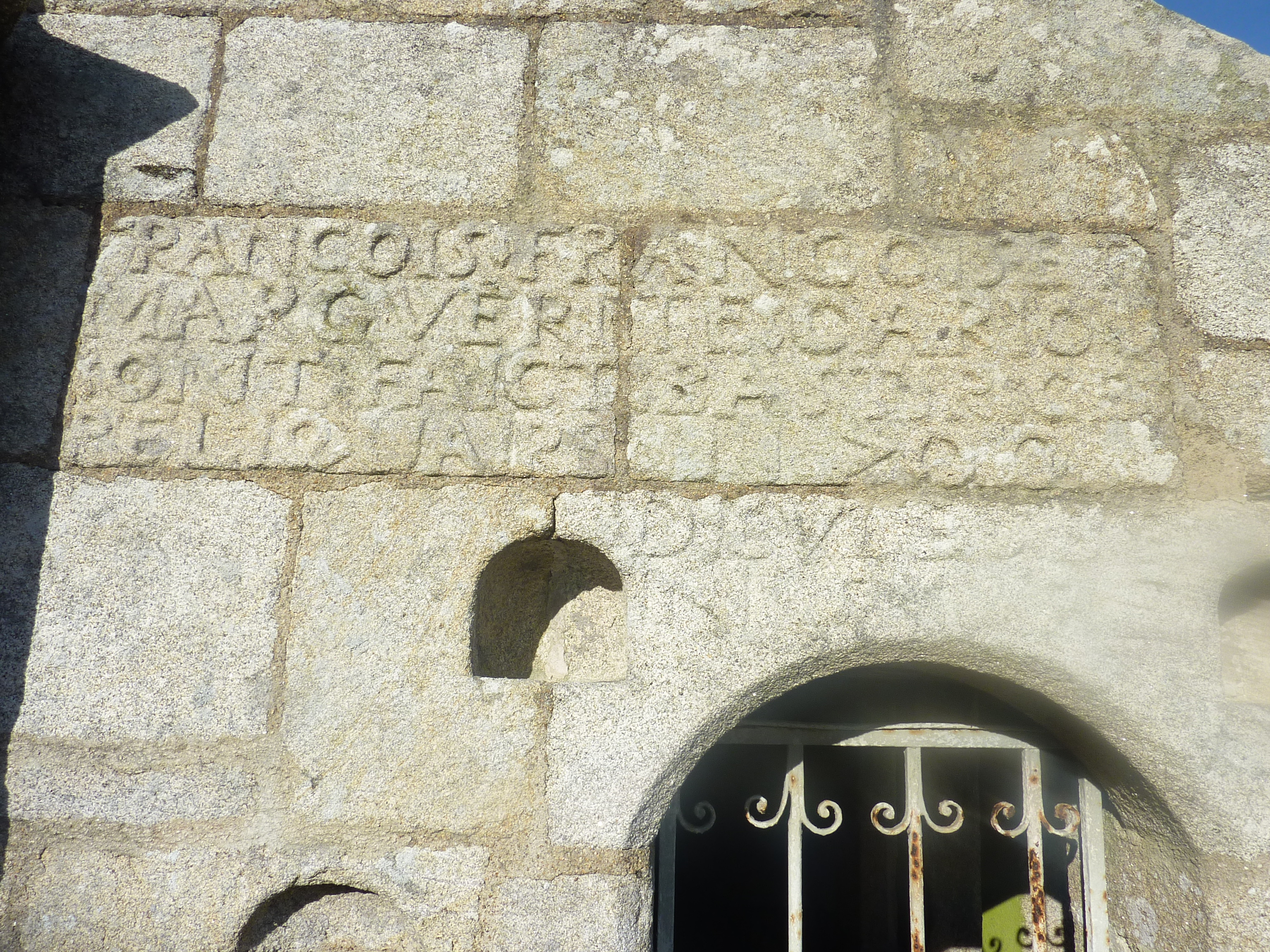
Combrit : inscription sur un mur extérieur de l'église paroissiale Saint-Tugdual
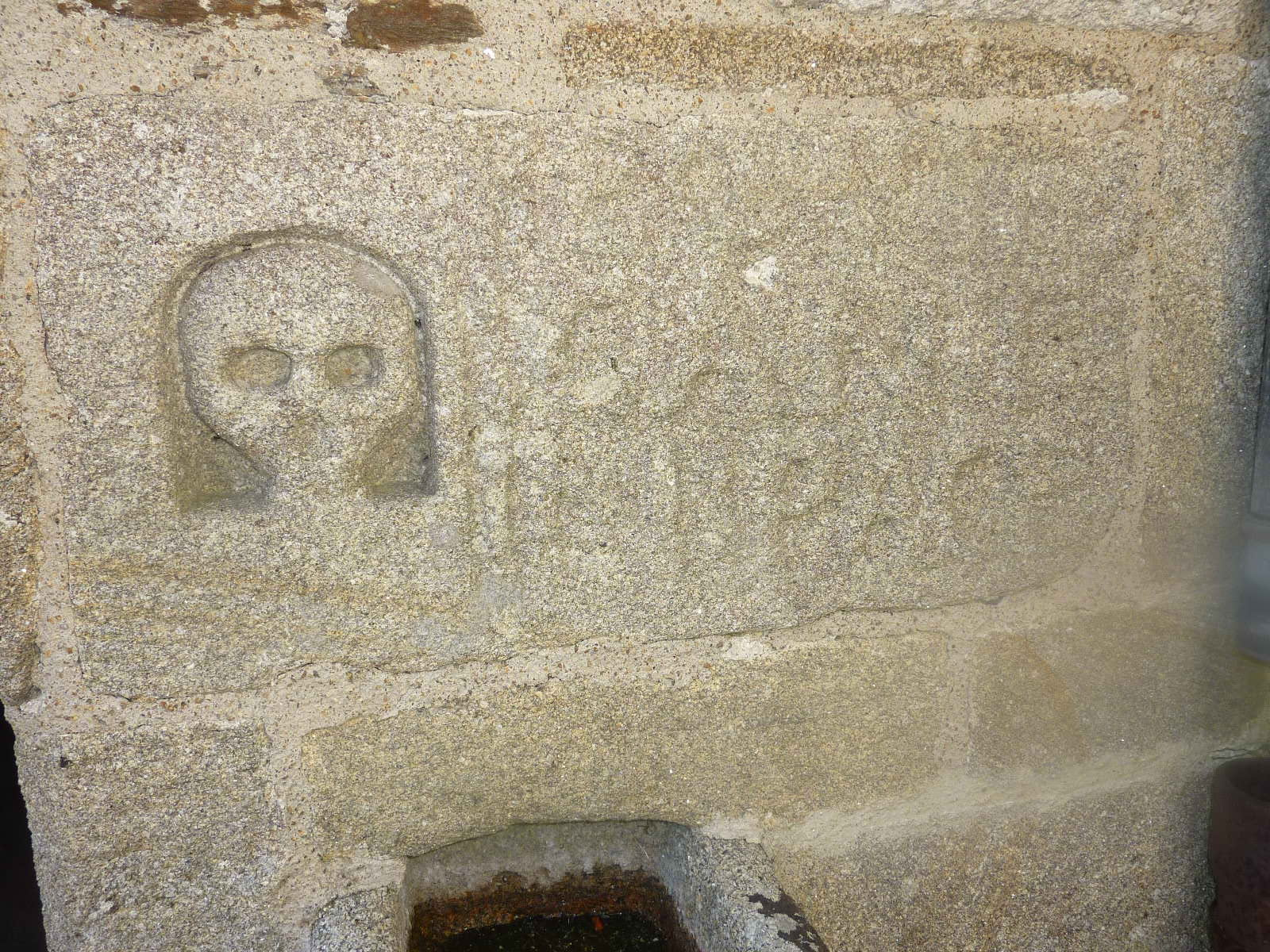
Combrit : tête de mort sur un mur extérieur de l'église paroissiale Saint-Tugdual
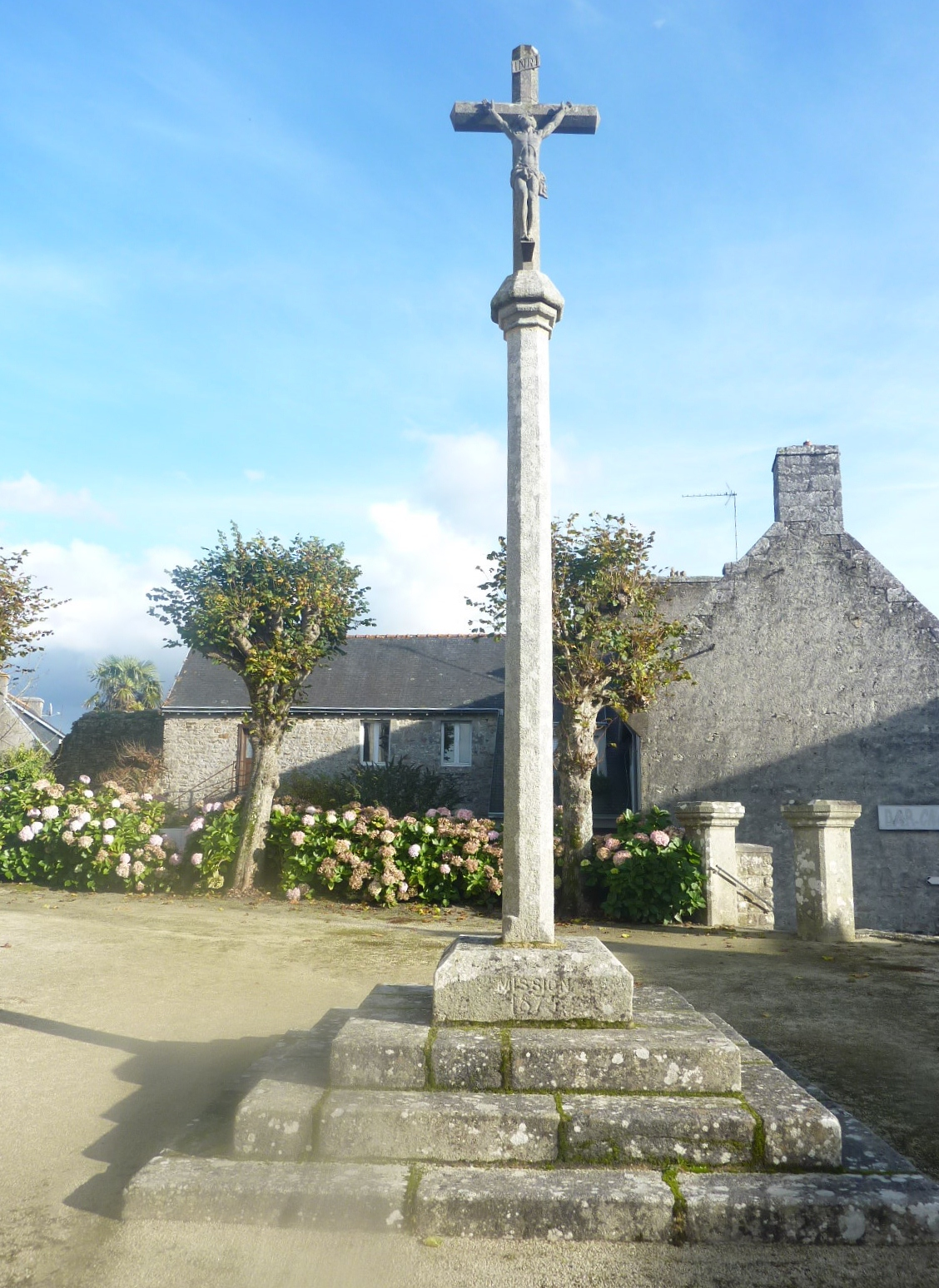
Combrit : le calvaire du placître de l'église Saint-Tugdual 2
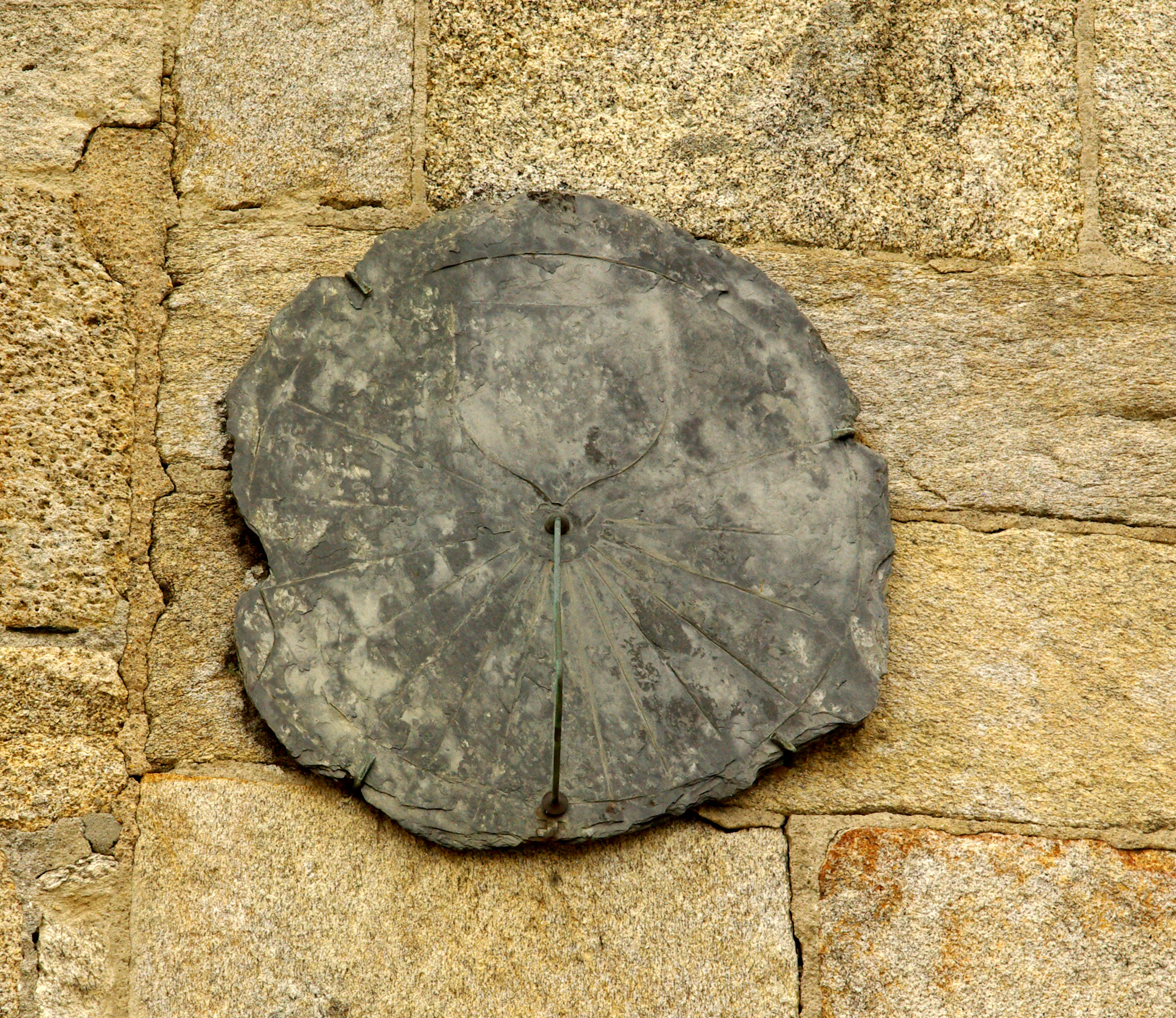
Cadran solaire sur la façade sud de l'église Saint-Tugdual
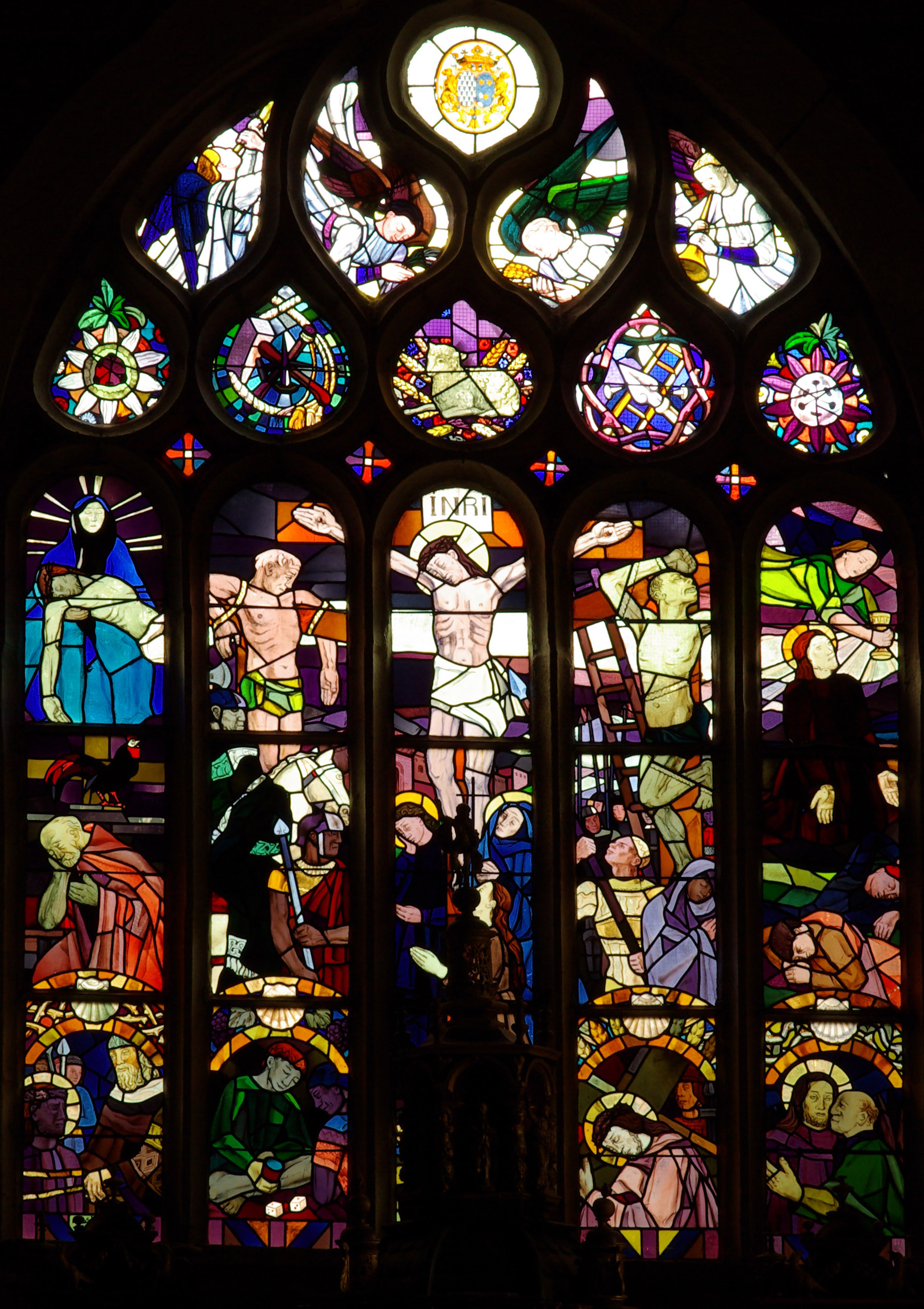
Combrit : église Saint-Tugdual : un vitrail (Crucifixion)
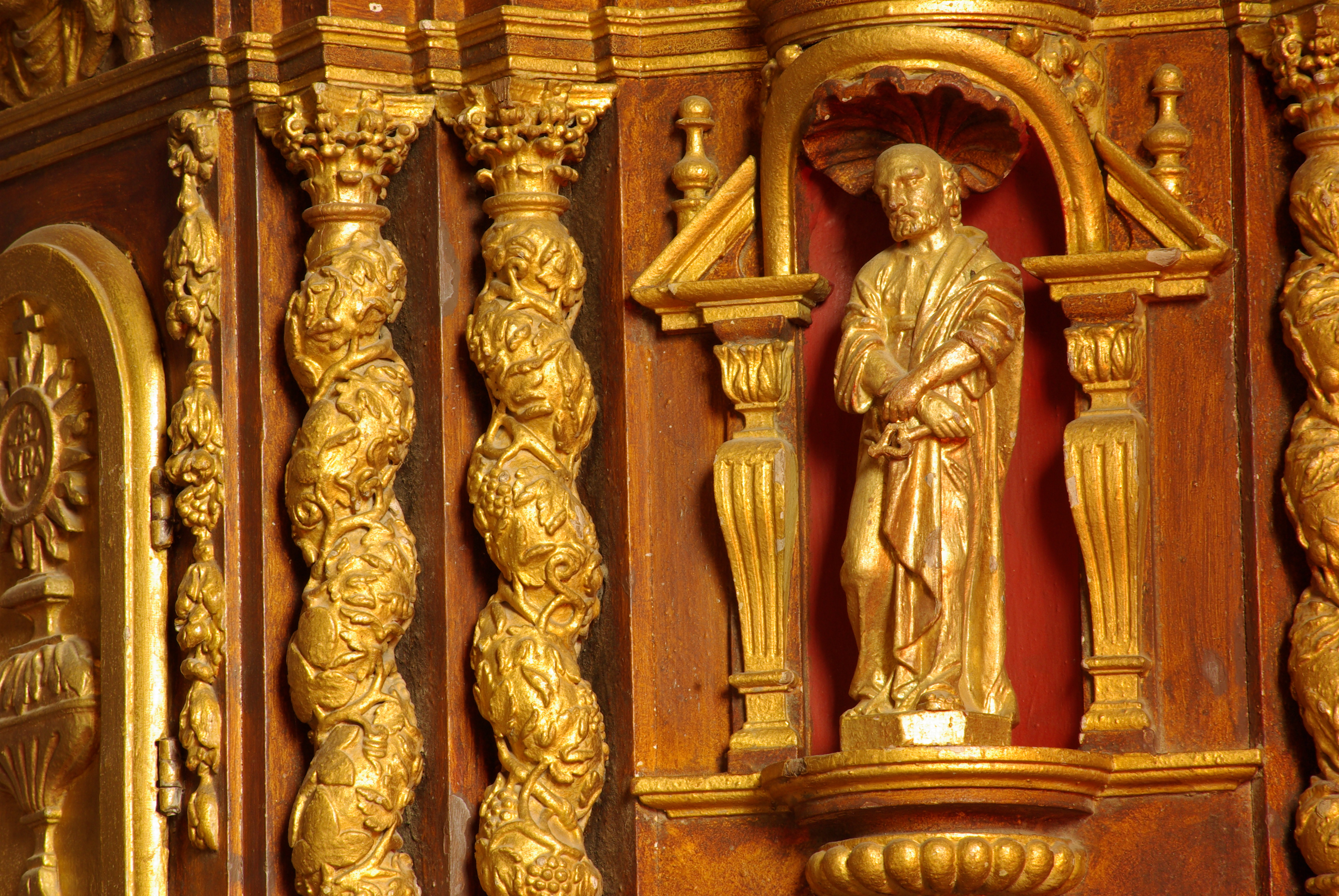
Combrit : église Saint-Tugdual : sculptures à l'intérieur de l'église
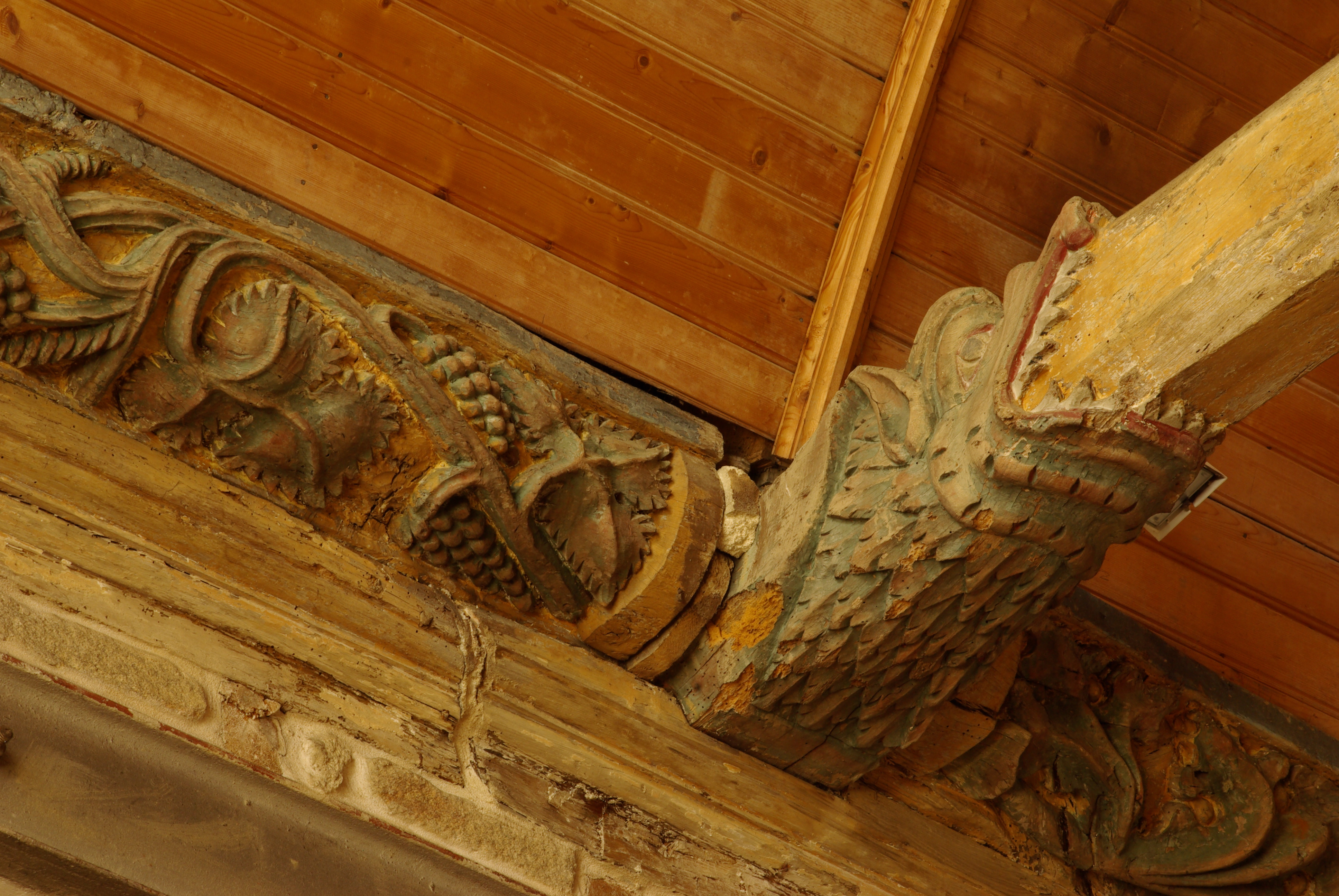
Combrit : église Saint-Tugdual : sablière et poutre sculptées
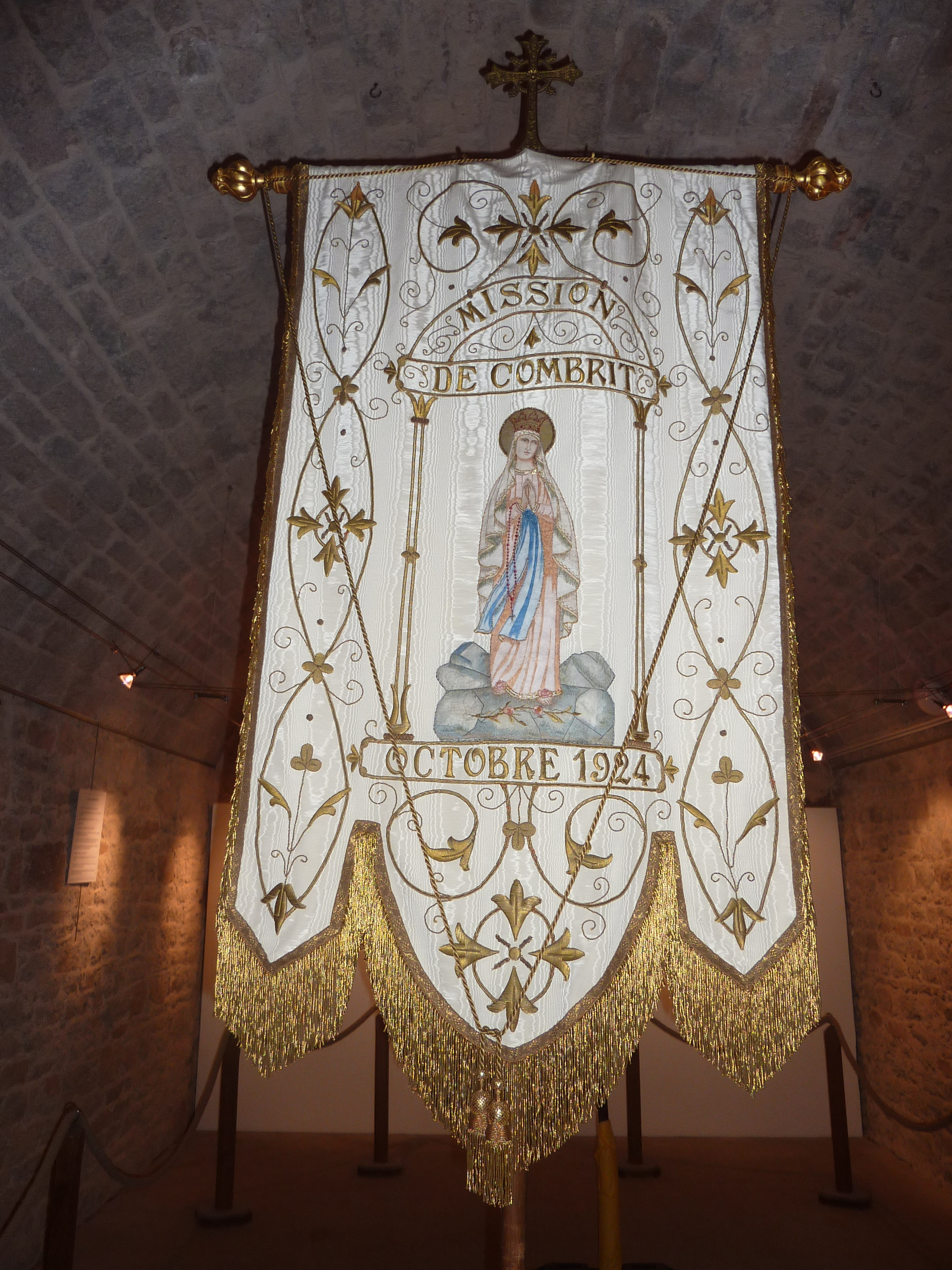
Combrit : bannière de la mission de 1924